# Светско првенство у хокеју на леду
Светско првенство у хокеју на леду је турнир који се одржава сваке године под окриљем Међународне хокејашке федерације (ИИХФ).
Претходница Светског првенства било је Европско првенство, које је први пут одржано 1910. године. Прво Светско првенство одржано је 1920. године у оквиру Летњих Олимпијских игара у Антверпену. Од 1930. године такмичење се одржава сваке године, са изузетком у периоду од 1940. до 1946. године и олимпијских игара 1980, 1984. и 1988. године када Светско првенство  није одржано. Између 1924. и 1968. године Светско првенство је било део Зимских олимпијских игара.
Канада је била први доминантни тим на турниру, победивши чак 12 пута између 1930. и 1952. године. Совјетски Савез је први пут учествовао 1954. године и одмах победио на турниру. Од 1963. до распада државе 1991. године, Совјетски Савез је био доминантан тим, освајајући турнир 20 пута. Данас су екипе много изједначеније и често се мења шампион. До сада је одиграно осамдесет и шест првенства. Највише успеха имала је репрезентација Канаде, која је освојила првенство 28 пута.
Пошто се овај турнир одржава у истом периоду као и касниае фазе плеј-офа Стенли купа НХЛ-а, многи добри играчи те лиге нису у могућности да учествују са својим репрезентацијама на светском првенству. Клубови из САД и Канаде су често критиковани што Светско првенство не схватају озбиљно. Американци често шаљу репрезентацију састављену од млађих НХЛ играча, не користећи звезде највишег нивоа чак и када су доступне.
Светско првенство 2015. одржано у Прагу и Острави, било је најуспешније до сада по укупној посећености. Гледало га је 741.690 људи, а просечна посећеност је била 11.589.

## Историја

### Прва Светска првенства (1920 − 1928)
Прво Светско првенство је одржанo у оквиру Летњих олимпијских игара 1920. у Белгији. На турниру је учествовало седам екипа - Белгија, Чехословачка, Француска, Канада, Сједињене Америчке Државе, Шведска и Швајцарска. Канада је освојила турнир са гол разликом 27:1. Сребрну медаљу освојиле су Сједињене Америчке Државе, а бронзу Чехословачка.
Од 1924. године Светско првенство је било део Зимских олимпијских игара. Сваки олимпијски турнир, закључно са Зимским олимпијским играма 1968. се рачунао као светско првенство. Канада је освојила златну медаљу и на Зимским олимпијским играма 1924. и 1928. године. САД је 1924. године освојила сребро, а Велика Британија бронзану медаљу. Шведска и Шајцарска освојили су 1928. године своје прве медаље – сребро, односно бронзу – а Намачка је први пут учествовала и завршила на деветом месту.

### Канадска доминација (1930 − 1953)
Прво одвојено Светско првенство од Олимпијских игара је одржано 1930. године у Шамонију (Француска), Бечу (Аустрија) и Берлину (Немачка). После победе у финалном мечу против Немачке, Канада је освојила прву златну медаљу на појединачним светским првенствима. Уз Олимпијске игре, то јој је била четврта златна медаља заредом. На Светском првенству 1933. у Чехословачкој, Сједињене Америчке Државе су први пут постале шампиони света када су у финалу победиле Канаду. Тиме је прекинут канадски низ од шест узастопних златних медаља. До краја 1930-их Канада само није успела да освоји златну медаљу још на Светском првенству 1936. године када је прво место освојила Велика Британија.
На Светском првенству 1939. године дебитовале су репрезентације Југославије и Финске које су такмичење завршиле поделивши два последња места.
После Другог светског рата, Чехословачка је брзо постала један од врхунских светских тимова. Освојили су Светско првенство 1947. године, али без учешћа Канаде. Успех су успели да понове већ на Светском првенству 1949. године уз учешће Канаде која је освојила сребрну медаљу и није успела да одбрани злато које је освојила годину дана раније. Првенству је претходила авионска несрећа која се десила 8. новембра 1948. у којој је смртно страдало 6 репрезентативаца Чехословачке када се авион којим су летели за Лондон срушио у Ламанш. Погинули су Здењек Јарковски, Вилибалд Штјовик, Карел Стибор, Милослав Покорни, Ладислав Тројак и Здењек Шварц.Репрезентација Данске дебитовала је на светским првенствима, а у свом дебитантском наступу на међународној сцени који су одиграли против селекције Канаде доживели су убедљив пораз резултатом 0:47. То је уједно и најтежи пораз било које селекције у историји елитне дивизије светских првенстава.
На следећем светском првенству 1950. године није учествовала репрезентација Чехословачке и самим тим није бранила титулу освојену годину дана раније. Званичан разлог неучешћа било је одбијање локалних власти да двојици чехословачких новинара доделе визе за улазак у Британију. Стварни разлог неучествовања чехословачког тима били су све учесталији пребези спортиста из ове, у том периоду комунистичке земље, а све је кулминирало напуштањем земље тада највеће чешке спортске звезде Јарослава Дробног. Чехословачка тајна служба је ухапсила неколико играча на аеродрому у Прагу, непосредно пре полетања авиона за Лондон, и они су већ 7. октобра 1950. проглашени кривима за издају и осуђени на вишегодишње казне робије. Највећу казну у трајању од 15 година затвора добио је капитен репрезентације Бохумил Модри. Титулу светског првака, своју 13. по реду освојила је селекција Канаде коју су на овом првенству представљали играчи екипе Едмонтон меркјуриз. Сребрну медаљу освојила је селекција Сједињених Држава, док је репрезентација Швајцарске освојила бронзану медаљу.
Титулу светских првака 1951. године са успехом је одбранила селекција Канаде коју су на овом првенству представљали играчи екипе Летбриџ мејпли ливси. Сребрну медаљу освојила је репезентација Шведске која је уједно и као најбоље пласирана европска селекција освојила титулу европског првака. Бронза је, као и годину дана раније, припала селекцији Швајцарске.
На олимпијском турниру 1952. године учесвтовало је 9 репрезентација. Селекција Канаде коју су представљали играчи аматерске екипе Едмунтон меркјурис са успехом је одбранила и олимпијско и светско злато. Сребрну медаљу освојила је репрезентација Сједињених Држава, док је Шведска као најбоље пласирана европска селекција поред олимпијске бронзе освојила и титулу првака Европе.
Светско првенство 1953. играло се уз учешће само три земље – Шведске, Швајцарске и Западне Немачке. Било је то прво, и једино, светско првенство на ком су учествовале искључиво европске репрезентације, првенство су пратили бројни откази учешћа. Аматерска хокејашка асоцијација Канаде одбила је учешће на турниру због неслагања са ставовима Међународне хокејашке федерације, а наступе на првенству отказале су и селекције Сједињених Држава, Норвешке и Пољске. Иако је било планирано да на овом првенству дебитује и селекција Совјетског Савеза до тога на крају ипак није дошло, а Совјети су на светској сцени заиграли годину дана касније, на СП у Шведској. Чехословачки тим је напустио такмичење након три одиграна кола, а њихови резултати су поништени. Наиме, по налогу чехословачког Министарства омладине и спорта због озбиљног здравственог стања тадашњег председника те земље Клемента Готвалда тим је био принуђен да се врати у земљу, а председник Готвалд је преминуо дан касније, 14. марта 1953. године. Титулу светског првака по први пут је освојила  селекција Шведске која је остварила максималне 4 победе. Сребрну медаљу освојила је репрезентација Западне Немачке, док је бронза припала селекцији домаћина Швајцарске.

### Канадско-совјетско ривалство (1954 – 1962)
Светско првенство 1954. године ИИХФ је означио као „почетак модерне ере међународног хокеја”. Учестовало је укупно 8 репрезентација, а по први пут се на светској сцени појавила репрезентација Совјетског Савеза. Репрезентација Совјетског Савеза је потпуно неочекивано на свом дебитантском наступу освојила златну медаљу и на тај начин означила почетак доминације овим спортом која ће трајати наредних скоро 40 година, све до распада земље 1991. године. Канађани, који су важили за највећег фаворита за нову златну медаљу, доживели су убедљив пораз пред 16.000 гледалаца у последњој утакмици турнира од Совјета, резултатом 7:2, док је бронзана медаља припала домаћину Шведској.  Годину дана касније, оба тима су се поново састала у последњем делу турнира. Канада је победила са 5:0 и постала светски шампион.
На Олимпијским играма 1956. учествовало је укупно 10 репрезентација. Репрезентација Совјетског Савеза дебитовала је на Зимским олимпијским играма и са максималних 7 победа освојила прву олимпијску титулу, а уједно и другу титулу светског првака. Сребрна медаља припала је селекцији Сједињених Држава, док је бронзу освојила репрезентација Канаде коју су на Играма представљали играчи аматерске екипе Киченер-ватерлу дачменси.
Светско првенство 1957. одржано је први пут у Москви у Совјетском Савезу. Због совјетске инвазије на Мађарску чак 6 најбољих светских репрезентација је бојкотовало ово првенство (Канада, Сједињене Државе, Западна Немачка, Италија, Швајцарска и Норвешка). Титулу светског првака, своју другу по реду, освојила је селекција Шведске, сребро је освојила селекција домаћина Совјетског Савеза, док је бронзану медаљу освојила Чехословачка. Последње две утакмице у којима је играо Совјетски Савез одигране су на фудбалском стадиону. На претпоследњем мечу против Чехословачке присуствовало је 30.000 гледалаца, а у последњој утакмици против Шведске присуствовало је око 50.000 гледалаца. Утакмица је завршена нерешеним резултатом 4:4, а Шведској је то било довољно за златну медаљу.
Канада се вратила на Светско првенство 1958. и освојила је две узастопне титуле, док су Совјети два пута били сребрни. На Зимским олимпијским играма 1960. у Скво долини, Сједињене Америчке Државе су постали прваци, победивши Совјетски Савез и Канаду. Светско првенство 1961. било је последње првенство организовано на отвореном клизалишту. Златну медаљу освојила је Канада, која је успела да савлада Совејтски Савез 5:1 и ремизира 1:1 са Чехословачком. У дивизији Ц дебитовала је селекција Јужноафричке Републике која је тако постала први афрички тим на светским првенствима у хокеју на леду.
Светско првенство 1962. први пут је одржано  у Сједињеним Америчким Државама. Утакмице су се играле у дворанама у Колорадо Спрингсу и Денверу. Америчке власти из политичких разлога нису дозволиле играчима Источне Немачке улазак у земљу (због градње Берлинског зида), а у знак солидарности са Источним Немцима првенство су бојкотовали Совјетски Савез, Чехословачка и Румунија. Титулу светског првака, своју 3. по реду, освојила је селекција Шведске. Репрезентација Канаде за коју су на овом првенству играли играчи аматерске екипе Галт теријерси из Кембриџа освојила је сребрну медаљу, док је бронза припала домаћинима турнира Сједињеним Државама.

### Совјетска доминација (1963 – 1976)
На Светском првенству 1963. у Стокхолму, Совјетски Савез је освојио злато и започео низ од девет узастопних тријумфа на Светском првенству. На Олимпијским играма 1964. совјетски хокејаши су победили у свих седам утакмица. Канађани су уз пет победа и два пораза имали исти број бодова као Шведска и Чехословачка. Пре 1964. године, у случају једнаког броја победа и пораза, коначан пласман је решавала гол-разлика противника са истим бројем бодова. Користећи ова правила, Канада би завршила на трећем месту испред Чехословачке. Међурим, олимпијски турнир обележио је и својеврсни преседан пошто је ИИХФ током последње трећине последње утакмице првенства изненада променио правила где се гледала гол-разлила свих репрезентација и на тај начин директно одузео бронзану медаљу Канађанима и доделио је Чехословацима. Иако су Канађани уложили жалбу на ту одлуку, она је одбачена, а чланови ИИХФ-а су одбили и последњи покушај промене поретка на табели у септембру 2005. године.
У периоду од 1963 до 1967. године, Совјети су били непобедиви. Њихов победнички низ прекинула је Чехословачка на Зимским олимпијским играма 1968. Упркос изгубљеном мечу, Совјетски Савез је освојио златну медаљу. Био је то последњи пут да се Олимпијске игре такође рачунају као Светско првенство.
Совјетски Савез и Чехословачка су 1969. одиграли „најемотивнију утакмицу у историји међународног хокеја”. Право домаћина турнира првобитно је добила Чехословачка, али је била принуђена да одустане због инвазије Варшавског пакта на Чехословачку 1968. године. Турнир је одржан у Стокхолму, у Шведској, и са овом међународном напетошћу, чехословачки тим је био одлучан да победи Совјетски Савез. Два пута су победили Совјетски Савез, 2:0 и 4:3, али је и поред тога Чехословачка завршила на трећем месту, а Совјетски Савез је седми пут заредом заузео прво место.
После шампионата Канађани су схватили да не могу да се такмиче са врхунским европским тимовима. Зато су на конгресу 1969. године почели преговоре са ИИХФ како би професионалци кренули на Светско првенство. Право домаћина турнира по први пут добила је Канада - у Монтреалу и Винипегу. Међутим, одлука да се дозволи коришћење професионалних играча је поништена у јануару 1970. Председник МОК-а Ејвери Брундиџ успротивио се идеји да се и аматерски и професионални играчи такмиче заједно. Као одговор, Канада се повукла из међународних такмичења у хокеју. Канадска репрезентација у хокеју на леду није учествовала на Зимским олимпијским играма 1972. и 1976. Канада се такође одрекла права да буде домаћин Светског првенства 1970. године, па је оно одржано у Стокхолму, у Шведској.
Репрезентација Совјетског Савеза предвођена голманом Владиславом Третјаком и нападачима Валеријем Харламовим, Александром Јакушевим, Владимиром Петровим и Борисом Михајловим освојила је злато на Светском првенству 1970, 1971. и олимпијско злато 1972. године. На Светском првенству 1973. у Прагу, Чехословачка је прекинула низ од девет узастопних титула и освојио прво злато од 1949. године. Совјети су се брзо вратили на победничке стазе, победивши на светским првенствима 1973., 1974. и 1975. године. Светско првенство 1976. одржано је у Пољској. На турниру је Пољска изненађујуће савладала Совјетски Савез са 6:4. Била је то једна од највећих сензација у међународној историји хокеја. Упркос изненађујућој победи, Пољска је на крају испала у групу Б (данашња дивизија I). Светско првенство је по четврти пут освојила Чехословачка, други је био Совјетски Савез, а трећа Шведска.

### Долазак играча из НХЛ лиге (1976 − 1987)
Светско првенство у Катовицама 1976. било је прво на коме су учествовали професионални играчи из НХЛ лиге. Упркос новим важећим правилима, Сједињене Америчке Државе су повеле само осам играча из Минесота норт старса и Минесота фајтинг сејнтса. Прво потпуно отворено Светско првенство за играче из НХЛ лиге одржано је 1977. године у Бечу. Први пут су учествовали активни канадски играчи из НХЛ лиге. Тимове Шведске и Финске појачали су играчи из НХЛ и ВХА лиге. Многи играчи у канадском тиму били су неспремни за турнир и нису били упознати са међународним правилима игре. Канада је завршила четврта, изгубивши обе утакмице од Совјетског Савеза, 1:11 у првом делу и 1:8 у финалној групи. Чехословачка је освојила злато и постала трећи тим (после Канаде и Совјетског Савеза) који је одбранио титулу шампиона.
Од 1978. године, совјетска репрезентацока је освојила пет узастопних златних медаља и имала низ без пораза који је трајао од 1981. до 1985. године. У том периоду Канада је остала конкурентна, освојивши три бронзане медаље. Турнири Светског првенства нису се одржавали 1980, 1984 или 1988. године за време Олимпијских игара.
Светско првенство у Бечу 1987. обележило је неколико контроверзи. На почетку турнира, на списку западнонемачке репрезентације био је Мирослав Сикора, пољско-немачки нападач који је 1977. године играо за Пољску на Светском првенству за играче до 20 година. Сикора је постао натурализовани држављанин Западне Немачке и играо је у прва три меча, постигавши гол у мечу против Финске који је Западна Немачка победила са 3:1. Након меча, Финска је тражила да се поништи резултат. У то време играчима није било дозвољено да мењају националност ни под којим околностима, а ИИХФ је пристао да поништи резултат и додели два бода Финској. То је разбеснело немачког званичника, који је поднео протест аустријском суду. Суд је усвојио жалбу, поништио одлуку ИИХФ и вратио бодове Западној Немачкој. То је директно утицало на коначан пласман јер да је одлука ИИХФ-а важила, Финска би прошла у рунду за медаљу уместо Шведске. Шведска је то искористила и освојила своју прву златну медаљу. Формат турнира је такође постао контроверзан пошто је Совјетски Савез завршио непоражен, али је Шведска која је изгубила три утакмице у регуларној сезони, постала светски шампион захваљујући бољој гол-разлици у финалној рунди и то највише због победе над Канадом од 9:0.

### Пад Гвоздене завесе (1989 − 1992)
Пре 1989. играчи који су живели у Совјетском Савезу, Чехословачкој и другим земљама иза гвоздене завесе нису могли да оду и играју у НХЛ. У марту 1989. године Сергеј Прјахин је постао први члан совјетске репрезентације којем је руководство Државног спортског комитета СССР-а званично дозволило да игра у НХЛ-у. Неколико совјетских играча, укључујући Игора Ларионова и Вјачеслава Фетисова, желели су да оду и играју у НХЛ-у. Совјетски званичници су се сложили да ће играчима бити дозвољено да оду ако одиграју један завршни турнир са националним тимом. Играчи су се сложили и Совјетски Савез је освојио 21. светску титулу. Убрзо након тога, совјетски играчи су почели да преплављују НХЛ.
Следеће године, Совјети су освојили своју последњу титулу на Светском првенству 1990. године. Годину дана касније, шведски нападач Матс Сундин (први европски играч који је изабран као најбољи у НХЛ лиги) довео је свој тим до златне медаље. Совјети су освојили бронзу – последњу медаљу коју је репрезентација икада освојила.
Совјетски Савез се распао у децембру 1991. године. Девет бивших совјетских држава постало је део ИИХФ и почело је да се такмичи на међународним такмичењима, укључујући Белорусију, Казахстан, Летонију и Украјину. Русија је проглашена наследником Совјетског Савеза. Збох нових репрезентација, ИИХФ је повећао њихов број на Светском првенству са осам на дванаест. Од 1963. до 1991. само четири репрезентације су освојиле златну медаљу на Светском првенству: Совјетски Савез, Чехословачка (само три пута је остала без медаље), Шведска и Канада. Совјети су освајали медаљу на сваком турниру на којем су учествовали (1954-1991). На Светском првенству 1992. Шведска је други пут заредом освојила злато. Финска је освојила сребрну медаљу, прву медаљу са Светског првенства (репрезентација Финске је претходно освојила сребро на Зимским олимпијским играма 1988).

### Доминација „Велике шесторке” (1993 − 2019)
У јануару 1993. године, Чехословачка је подељена на Чешку и Словачку. ИИХФ је признао Чешку као наследника Чехословачке и задржао је у највишој дивизији. Словачка се 1993. године није такмичила ни у једној дивизији Светског првенства. Следеће године своје такмичење почела је у Групи Ц/1 и била је приморана да напредује до Елитне дивизије. У наредној деценији доминирала је такозвана „велика шесторка“ – Канада, Чешка, Финска, Русија, Шведска и Сједињене Америчке Државе.
Између 1992. и 1996. године пет различитих репрезентација је освојило Светско првенство. На Светском првенству 1993. Русија је освојила своју прву титулу као независна нација, а Чешка прву медаљу (бронзану).  Репрезентација Канаде је 1994. у финалу победила Финску и освојила златну медаљу после 23 године. Следеће године у Шведској, Финска је освојила своју прву златну медаљу. На првенству групе Б 1995. године, Словачка је освојила 1. место и пласирала се у највишу дивизију, где је остала до данашњих дана. У елитној диивизији, Финска је освојила своју прву златну медаљу 1995. године. И Чешка је 1996. освојила своју прву титулу светског првака као независна држава. Током овог периода, Сједињене Америчке Државе су биле једине од „велике шесторке“ која нису освојиле златну медаљу.
Од 1996. до 2001.године, Чешка је освојила шест медаља узастопно, од чега три златне медаље у периоду између 1999. и 2001. године. Били су фаворити и 2002. године, али их је Русија елиминисала у четвртфиналу. Финале је било између Русије и Словачке. На 58:20 Петер Бондра је постигао гол за 4:3 и Словачка је прославила прву историјску титулу светског првака. На Светском првенству 2003. Шведска је начинила историјски преокрет од 1:5 до коначних 6:5 у четвртфиналу против Финске. Утакмица за златну медаљу између Канаде и Шведске отишла је у продужетке. Канађанин Ансон Картер постигао је победнички гол у 13. минуту продужетка, али је гол пре тога морао да се прегледа десет минута да би се утврдило да ли је пак прешао линију. У реваншу ове две нације следеће године, Канада је победила и поново постала шампион.
Пошто по истеку постојећег уговора У НХЛ-у није постигнут нови договор између управе лиге и синдиката играча, 15. септембра 2004. проглашен је локаут од стране играча, а све утакмице су одложене, а затим и отказане. То је условило да на Светском првенству 2005. године било више врхунских играча него иначе. Првенство је освојила Чешка победом над Канадом. На Зимским олимпијским играма 2006. Шведска је освојила златну медаљу победом над Финском. Три месеца касније, Шведска је победила Чешку и освојила Светско првенство. Тиме су постали први тим који је освојио олимпијско и светско злато исте године.
На Светском првенству у Москви 2007. године, Канада је победила Финску и освојила златну медаљу. Следеће године првенство је први пут одржано у Канади. Русија је победила домаћи тим и освојила своју прву златну медаљу од 1993. године. Руски тим је успешно одбранио титулу 2009. победом над Канадом 2:1. Године 2009, директор Удружења играча НХЛ-а Пол Кели је предложио да се Светско првенство одржава сваке друге године и да се утакмице у НХЛ-у не играју током првенства како би се омогућило пуно учешће играча. Председник ИИХФ-а Рене Фасел је одговорио да турнир има телевизијске уговоре и обавезе домаћина и да би било тешко извршити велику промену.
У Немачкој је одржано Светско првенство 2010. године. На првом мечу између Немачке и Сједињених Држава, која је одигран у Фелтинс арена у Гелзенкирхену, присуствовало је 77.803 гледалаца. Био је то нови рекорд за најпосећенију утакмицу у историји хокеја. Првенство је било значајно по изненађујућим резултатима у групној фази: Швајцарска је победила Канаду по први пут на Светском првенству, Норвешка је победила Чешку, Данска је победила Финску, а Сједињене Америчке Државе Државе су играле у групи за опстанак у елитној дивизији. Немачки тим, који је 2009. завршио на 15. месту и избегао испадање тиме што је имао право да буде домаћин турнира 2010. године, пласирао се први пут у полуфинале плеј-офа. Завршили су на 4. месту након што су изгубили меч за бронзану медаљу од Шведске. Чешка је освојила златну медаљу и спречила Русију да освоји трећу златну медаљу у низу.
Светско првенство 2011. одржано је у Словачкој у градовима Братислава и Кошице. Ово првенство се први пут организовало у Словачкој од њене независности. Финска је освојила другу златну медаљу када је у финалу победила Шведску са 6:1. Чешка је освојила бронзану медаљу.
Светско првенство 2012. одржано је у Шведској и Финској. Шведска је први пут после 11 година елиминисана у четвртфиналу. Русија је у финалу савладала Словачку, док је Чешка у мечу за бронзану медаљу савладала Финску.
Швајцарска је 2013. завршила прелиминарни круг без пораза пре него што је изгубила утакмицу за златну медаљу резултатом 5:1 од Шведске. Сребрна медаља Швајцарске била је прва за нацију од 1953. године. Злато Шведске учинило их је првим тимом који је освојио турнир на домаћем терену још од Совјетског Савеза 1986. године.
Светско првенство 2014. одржано је у Белорусији. Избор Белорусије, као домаћина је изазвао и неке контроверзе. Тако су 11. априла 2011. амерички сенатори Дик Дурбин и Мајк Куикли позвали ИИХФ да помери првенство на другу локацију забринути због ауторитарне владе белоруског председника Александра Лукашенка. Сличне реакције имао је и некадашњи прослављени словачки хокејаш, а данас члан Европског парламента Петер Штјастни. Међутим, ИИХФ је остао при ставу да њени закони не дозвољавају дискриминације по политичкој основи, а чак су и портпароли летонске и литванске хокејашке федерације изнели ставове да је недопустиво мешање политике и спорта. Титулу светског првака освојила је селекција Русије која је једина на турниру остварила све победе. У финалу су Руси победили селекцију Финске резултатом 5:2. Бронзану медаљу освојио је бранилац титуле, селекција Шведске која је у мечу за треће место савладала селекцију Чешке резултатом 3:0.
Светско првенство 2015. одржано у Прагу и Острави, било је најпосећеније светско првенство у историји. Турнир је освојила Канада, која је победила у свим мечевима, укључујући и у финалу Русију са 6:1. Капитен Канаде, Сидни Крозби постао је први играч који је освојио Светско првенство, Олимпијске игре и Стенли куп.
Канада је одбранила титулу 2016. у Русији, победивши у финалу Финску, која је пре тога победиле све утакмице на првенству. На првенству је Мађарска победила Белорусију резултатом 5:2 и победила у свом првом мечу у елитној дивизији после 77 година. Последњи пут су остварили победу у елитној дивизији против Белгије на Светском првенству 1939. године.
Светско првенство 2017. одржано је у Келну и Паризу. Титулу светског првака, десету по реду, освојила је селекција Шведске која је у финалној утакмици победила браниоца титуле, репрезентацију Канаде, након бољег извођења пенала. Бронзану медаљу освојила је селекција Русије. Шведска је титулу одбранила 2018. године на првенству у Данској. У финалном мечу након бољег извођења пенала савладала је репрезентацију Швајцарске. У утамици за бронзану медаљу селекција Сједињених Америчких Држава савладала је Канаду.
Финска је своју трећу титулу светског првака освојила 2019. победом у финалу над Канадом резултатом 3:1, док је у утакмици за бронзану медаљу селекција Русије победила Чешку након бољег извођења пенала.

### Пандемија ковида 19 и суспензија Русије и Белорусије (2020 − данас)
Светско првенство 2020. године које је требало да буде организовано у Прагу је одложено због Пандемије ковида 19. Првобитно је било планирано да Светско првенство 2021. буде организовано у Белорусији и Летонији. Дана 18. јануара 2021. ИИХФ је одлучио да уклони Белорусију као домаћина због растућих политичких немира у тој земљи. ИИХФ је 2. фебруара донео одлуку да Летонија буде једини домаћин Светског првенства 2021. Првенство је одиграно без присуства публике због пандемије ковида 19. Овај турнир је био значајан по броју неуспеха фаворита који су се десили у прелиминарној рунди, укључујући победе Данске и Белорусије над Шведском, победу Казахстана над Финском, победу Словачке над Русијом и победу Летоније над Канадом. Казахстан је забележио свој најбољи резултат на Светском првенству до сада, заузевши десето место, док му је због пораза у међусобном дуелу са Канадом измакло прво учешће у плеј-офу. Канада је освојила своју 27. титулу, пошто је у финалу савладала Финску у продужетку. Канада је била први тим у историји који је освојио злато упркос четири пораза током турнира. Сједињене Државе су победиле утакмицу за бронзану медаљу, победивши Немачку са 6:1.
Због руске инвазије на Украјину 2022. године, Русија и Белорусија су суспендоване из такмичења на свим ИИХФ турнирима на најмање годину дана. Ово је био први пут да је Русија пропустила светско првенство од распада Совјетског Савеза. На овом првенству суспендоване нације су замениле селекције Аустрије и Француске, као две најбоље рангиране селекције на ИИХФ листи које се нису квалификовале за топ дивизију. Поред тога, место одржавања у Хелсинкију је пребачено из Хартвал арене у Хелсиншку ледену дворану јер је прва била у власништву руских олигарха.
На турнир је дошло до више историјских резултата: прву победу Аустрије против Чешке и прву победу Данске против Канаде. Поред тога, имао је најнижу посећеност у последње две деценије, изузимајући турнир 2021. одигран без публике; неки су то приписали одсуству Русије.Титулу је освојила Финска која је у финалу победила Канаду након продужетака, док је бронзану медаљу освојила Чешка.
Првобитно је планирано да се првенство 2023. одржи у Санкт Петербургу у Русији, али је у фебруару 2022. Међународни олимпијски комитет (МОК) позвао да се Русији и Белорусији одузму права домаћинстава свих међународних спортских догађаја због руске инвазије на Украјину. Русија је 26. априла 2022. изгубила право да буде домаћин Светског првенства. Дана 27. маја 2022. ИИХФ је потврдио да ће Финска и Летонија бити домаћини турнира. Као и у издању 2022. године, на турниру је остварено неколико изненађујућих резултата. Летонија стигла до полуфинала након што је у четвртфиналу победила фаворита Шведску са 3:1, Немачка је победила Швајцарску са 3:1, а актуелни олимпијски и светски шампион Финска је изгубила од Канаде 4:1. Чешка је завршила на 8. месту након што је у четвртфиналу изгубила од Сједињених Држава са 3:0, што је до сада најгори пласман те нације у историји Светског првенства. Немачка је стигла до финала први пут од 1930. након што је у продужетку победила првог носиоца САД резултатом 4:3. Коначно, ово је био први пут од 1950. године да међу освајачима медаља није укључена барем једна од традиционалних хокејашких сила: Шведска, Финска, Русија (и Совјетски Савез) и Чешка (и Чехословачка). Канада је освојила своју 28. титулу победивши Немачку са 5:2 у финалу. Сребро је била прва медаља Немачке од 1953. Летонија је освојила своју прву ИИХФ медаљу након што је победила Сједињене Државе са 4:3 у продужетку и завршила на трећем месту.
Титулу светског првака, укупно седму, на Светском првенству 2024. освојила је домаћа репрезентација Чешке која је у финалу победила Швајцарску резултатом 2:0, док је у утакмици за бронзану медаљу селекција Шведска победила Канаду 4:2. Из елитне дивизије испале су репрезентације Велике Британије и Пољске које су биле последње у својим групама.

## Освајачи медаље
Плава позадина означава олимпијску годину. Тада су се рачунали резултати са олимпијских игара за светско првенство.
| Година | Домаћин                     | Злато                          | Сребро                         | Бронза                         |
| 1920.  | Белгија                     | Канада (1)                     | Сједињене Државе               | Чехословачка                   |
| 1924.  | Француска                   | Канада (2)                     | Сједињене Државе               | В. Британија                   |
| 1928.  | Швајцарска                  | Канада (3)                     | Шведска                        | Швајцарска                     |
| 1930.  | Француска · Немачко царство | Канада (4)                     | Немачка                        | Швајцарска                     |
| 1931.  | Пољска                      | Канада (5)                     | Сједињене Државе               | Аустрија                       |
| 1932.  | САД                         | Канада (6)                     | Сједињене Државе               | Немачка                        |
| 1933.  | Чехословачка                | Сједињене Државе (1)           | Канада                         | Чехословачка                   |
| 1934.  | Италија                     | Канада (7)                     | Сједињене Државе               | Немачка                        |
| 1935.  | Швајцарска                  | Канада (8)                     | Швајцарска                     | В. Британија                   |
| 1936.  | Немачка                     | В. Британија (9)               | Канада                         | Сједињене Државе               |
| 1937.  | Уједињено Краљевство        | Канада (9)                     | В. Британија                   | Швајцарска                     |
| 1938.  | Чехословачка                | Канада (10)                    | В. Британија                   | Чехословачка                   |
| 1939.  | Швајцарска                  | Канада (11)                    | Сједињене Државе               | Швајцарска                     |
| 1947.  | Чехословачка                | Чехословачка (1)               | Шведска                        | Аустрија                       |
| 1948.  | Швајцарска                  | Канада (12)                    | Чехословачка                   | Швајцарска                     |
| 1949.  | Шведска                     | Чехословачка (2)               | Канада                         | Сједињене Државе               |
| 1950.  | Уједињено Краљевство        | Канада (13)                    | Сједињене Државе               | Швајцарска                     |
| 1951.  | Француска                   | Канада (14)                    | Шведска                        | Швајцарска                     |
| 1952.  | Норвешка                    | Канада (15)                    | Сједињене Државе               | Шведска                        |
| 1953.  | Швајцарска                  | Шведска (1)                    | Чехословачка                   | Швајцарска                     |
| 1954.  | Шведска                     | СССР (1)                       | Канада                         | Шведска                        |
| 1955.  | Западна Немачка             | Канада (16)                    | СССР                           | Чехословачка                   |
| 1956.  | Италија                     | СССР (2)                       | Сједињене Државе               | Канада                         |
| 1957.  | СССР                        | Шведска (2)                    | СССР                           | Чехословачка                   |
| 1958.  | Норвешка                    | Канада (17)                    | СССР                           | Шведска                        |
| 1959.  | Чехословачка                | Канада (18)                    | СССР                           | Чехословачка                   |
| 1960.  | САД                         | Сједињене Државе (2)           | Канада                         | СССР                           |
| 1961.  | Швајцарска                  | Канада (19)                    | Чехословачка                   | СССР                           |
| 1962.  | САД                         | Шведска (3)                    | Канада                         | Сједињене Државе               |
| 1963.  | Шведска                     | СССР (3)                       | Шведска                        | Чехословачка                   |
| 1964.  | Аустрија                    | СССР (4)                       | Шведска                        | Канада                         |
| 1965.  | Финска                      | СССР (5)                       | Чехословачка                   | Шведска                        |
| 1966.  | Југославија                 | СССР (6)                       | Чехословачка                   | Канада                         |
| 1967.  | Аустрија                    | СССР (7)                       | Шведска                        | Канада                         |
| 1968.  | Француска                   | СССР (8)                       | Чехословачка                   | Канада                         |
| 1969.  | Шведска                     | СССР (9)                       | Шведска                        | Чехословачка                   |
| 1970.  | Шведска                     | СССР (10)                      | Шведска                        | Чехословачка                   |
| 1971.  | Швајцарска                  | СССР (11)                      | Чехословачка                   | Шведска                        |
| 1972.  | Чехословачка                | Чехословачка (3)               | СССР                           | Шведска                        |
| 1973.  | СССР                        | СССР (12)                      | Шведска                        | Чехословачка                   |
| 1974.  | Финска                      | СССР (13)                      | Чехословачка                   | Шведска                        |
| 1975.  | Западна Немачка             | СССР (14)                      | Чехословачка                   | Шведска                        |
| 1976.  | Пољска                      | Чехословачка (4)               | СССР                           | Шведска                        |
| 1977.  | Аустрија                    | Чехословачка (5)               | Шведска                        | СССР                           |
| 1978.  | Чехословачка                | СССР (15)                      | Чехословачка                   | Канада                         |
| 1979.  | СССР                        | СССР (16)                      | Чехословачка                   | Шведска                        |
| 1981.  | Шведска                     | СССР (17)                      | Шведска                        | Чехословачка                   |
| 1982.  | Финска                      | СССР (18)                      | Чехословачка                   | Канада                         |
| 1983.  | Западна Немачка             | СССР (19)                      | Чехословачка                   | Канада                         |
| 1985.  | Чехословачка                | Чехословачка (6)               | Канада                         | СССР                           |
| 1986.  | СССР                        | СССР (20)                      | Шведска                        | Канада                         |
| 1987.  | Аустрија                    | Шведска (4)                    | СССР                           | Чехословачка                   |
| 1989.  | Шведска                     | СССР (21)                      | Канада                         | Чехословачка                   |
| 1990.  | Швајцарска                  | СССР (22)                      | Шведска                        | Чехословачка                   |
| 1991.  | Финска                      | Шведска (5)                    | Канада                         | СССР                           |
| 1992.  | Чехословачка                | Шведска (6)                    | Финска                         | Чехословачка                   |
| 1993.  | Немачка                     | Русија (1)                     | Шведска                        | Чешка                          |
| 1994.  | Италија                     | Канада (20)                    | Финска                         | Шведска                        |
| 1995.  | Шведска                     | Финска (1)                     | Шведска                        | Канада                         |
| 1996.  | Аустрија                    | Чешка (1)                      | Канада                         | Сједињене Државе               |
| 1997.  | Финска                      | Канада (21)                    | Шведска                        | Чешка                          |
| 1998.  | Швајцарска                  | Шведска (7)                    | Финска                         | Чешка                          |
| 1999.  | Норвешка                    | Чешка (2)                      | Финска                         | Шведска                        |
| 2000.  | Русија                      | Чешка (3)                      | Словачка                       | Финска                         |
| 2001.  | Немачка                     | Чешка (4)                      | Финска                         | Шведска                        |
| 2002.  | Шведска                     | Словачка (1)                   | Русија                         | Шведска                        |
| 2003.  | Финска                      | Канада (22)                    | Шведска                        | Словачка                       |
| 2004.  | Чешка                       | Канада (23)                    | Шведска                        | Сједињене Државе               |
| 2005.  | Аустрија                    | Чешка (5)                      | Канада                         | Финска                         |
| 2006.  | Летонија                    | Шведска (8)                    | Чешка                          | Финска                         |
| 2007.  | Русија                      | Канада (24)                    | Финска                         | Русија                         |
| 2008.  | Канада                      | Русија (2)                     | Канада                         | Финска                         |
| 2009.  | Швајцарска                  | Русија (3)                     | Канада                         | Шведска                        |
| 2010.  | Немачка                     | Чешка (6)                      | Русија                         | Шведска                        |
| 2011.  | Словачка                    | Финска (2)                     | Шведска                        | Чешка                          |
| 2012.  | Финска                      | Русија (4)                     | Словачка                       | Чешка                          |
| 2013.  | Шведска                     | Шведска (9)                    | Швајцарска                     | Сједињене Државе               |
| 2014.  | Белорусија                  | Русија (5)                     | Финска                         | Шведска                        |
| 2015.  | Чешка                       | Канада (25)                    | Русија                         | Сједињене Државе               |
| 2016.  | Русија                      | Канада (26)                    | Финска                         | Русија                         |
| 2017.  | Немачка/ Француска          | Шведска (10)                   | Канада                         | Русија                         |
| 2018.  | Данска                      | Шведска (11)                   | Швајцарска                     | Сједињене Државе               |
| 2019.  | Словачка                    | Финска (3)                     | Канада                         | Русија                         |
| 2020.  | Швајцарска                  | Отказано због пандемије Ковида | Отказано због пандемије Ковида | Отказано због пандемије Ковида |
| 2021.  | Летонија                    | Канада (27)                    | Финска                         | Сједињене Државе               |
| 2022.  | Финска                      | Финска (4)                     | Канада                         | Чешка                          |
| 2023.  | Финска/ Летонија            | Канада (28)                    | Немачка                        | Летонија                       |
| 2024.  | Чешка                       | Чешка (7)                      | Швајцарска                     | Шведска                        |
| 2025.  | Шведска/ Данска             | Сједињене Државе (3)           | Швајцарска                     | Шведска                        |
| 2026.  | Швајцарска                  |                                |                                |                                |
| 2027.  | Немачка                     |                                |                                |                                |
| 2028.  | Француска                   |                                |                                |                                |

### Успешност држава
Након Светског првенства 2025. године.
| Репрезентација                   | Злато   | Сребро  | Бронза  | Медаље   |
| -------------------------------- | ------- | ------- | ------- | -------- |
| Канада                           | 28      | 16      | 9       | 53       |
| Русија · ( СССР) · укупно        | 5 22 27 | 3 7 10  | 5 10    | 13 34 47 |
| Чешка · ( Чехословачка) · укупно | 7 6 13  | 1 12 13 | 6 16 22 | 14 34 48 |
| Шведска                          | 11      | 20      | 18      | 49       |
| Финска                           | 4       | 9       | 3       | 16       |
| САД                              | 3       | 9       | 9       | 21       |
| В. Британија                     | 1       | 2       | 2       | 5        |
| Словачка                         | 1       | 2       | 1       | 4        |
| Швајцарска                       | 0       | 5       | 8       | 13       |
| Немачка                          | 0       | 3       | 2       | 5        |
| Аустрија                         | 0       | 0       | 2       | 2        |
| Летонија                         | 0       | 0       | 1       | 1        |

## Систем такмичења

### Светско првенство
На турниру учествује укупно 16 репрезентација које су у основном делу подељене у две групе са по 8 екипа. Након седам одиграних кола групне фазе где се игра по једнокружном бод систему свако са сваким по 4 првопласиране селекције из обе групе такмичење настављају у четвртфиналу, док две последњепласиране екипе из обе групе испадају у нижи ранг такмичења.
Распоред бодова у групној фази одвија се по следећем систему:
- 3 бода - победа након 60 минута игре;
- 2 бода - победа након продужетка или после извођења пенала;
- 1 бод - пораз након продужетка или извођења пенала;
- 0 бодова - пораз након 60 минута игре.

У групној фази евентуални продужетак траје 5 минута, а игра се до „златног гола“ (победник је екипа која прва постигне погодак), док је у елиминационим фазама трајање продужетка 10 минута, изузев у финалу где продужетак траје 20 минута. У случају да у продужетку није постигнут погодак изводе се пенали. Пенал серију започињу по три играча оба тима, а победник је екипа која постигне више голова. Уколико је након почетне серије резултат и даље нерешен, извођење пенала се наставља „системом један за један“ све док једна од екипа не оствари предност.
Уколико су две или више екипа групну фазу завршиле са истим бројем бодова предност имају екипе које су имале бољи међусобни скор у директном дуелу, затим бољу гол разлику, потом више постигнутих голова, те на крају на основу пласмана на ИИХФ ранг листи.
Коначан пласман на позицијама од 5. до 16. места одређен је на основу резултата у групној и елиминационој фази.

### Светско првенство у хокеју на леду — Дивизија I
Дивизија I светског првенства у хокеју на леду формирана је након реорганизације такмичења за светско хокејашко првенство 2001. године. У првој сезони 2001. такмичили су се тимови рангирани од 17. до 28. места на ИИХФ ранг лист репрезентација за 2000. годину.
У периоду од 2001. до 2011. на сваком првенству екипе су биле подељене у две групе са по 6 тимова. Победници обе групе у текућој сезони остварили су право наступа на (Светско првенство), док су на њихово место долазиле две најслабије пласиране селекције са Светског првенства. Две последњепласиране екипе из обе групе у текућој сезони испадале би у нижи ранг (Дивизија II) за наредну сезону, док би на њихово место долазили победници друге дивизије.
Од сезоне 2012. дошло је до нове модификације правила, па су тако екипе учеснице првенства прве дивизије подељене у две квалитетне скупине. У групу А су смештене екипе које су испале са Светског првенства и другопласирани и трећепласирани тимови из обе групе првенства прве дивизије за 2011. годину. Победник групе А остварује директан пласман на Светско првенство, док последња екипа испада у групу Б прве дивизије. Група Б у сезони 2012. формирана је од екипа које су биле пласиране на 4. и 5. месту на првенству прве дивизије у 2011. те победници друге дивизије из исте године. Победник групе Б обезбеђује наступ у групи А исте дивизије, док последње пласирани тим испада у другу дивизију.
Сваки турнир игра се по турнирском једнокружном лига систему.

### Светско првенство у хокеју на леду — Дивизија II
Дивизија II светског првенства у хокеју на леду формирана је након реорганизације такмичења за светско хокејашко првенство 2001. године. У првој сезони 2001. такмичили су се тимови рангирани од 29. до 40. места на ИИХФ ранг лист репрезентација за 2000. годину, односно 5 најслабијих екипа из дотадашње Групе Ц и 7 најбоље рангираних из Групе Д.
У периоду од 2001. до 2011. на сваком првенству екипе су биле подељене у две групе са по 6 тимова. Победници обе групе у текућој сезони остварили су право наступа у вишем рангу наредне сезоне (Дивизија I), док су на њихово место долазиле две најслабије пласиране селекције из прве дивизије. Две последњепласиране екипе из обе групе у текућој сезони испадале би у нижи ранг (Дивизија III) за наредну сезону, док би на њихово место долазили победници треће дивизије.
Од сезоне 2012. дошло је до нове модификације правила, па су тако екипе учеснице првенства друге дивизије подељене у две квалитетне скупине. У групу А су смештене екипе које су испале из прве дивизије 2011. и другопласирани и трећепласирани тимови из обе групе првенства друге дивизије за 2011. годину. Победник групе А остварује директан пласман у групу Б прве дивизије, док последња екипа испада у групу Б друге дивизије. Група Б у сезони 2012. формирана је од екипа које су биле пласиране на 4. и 5. месту на првенству друге дивизије у 2011. те победници треће дивизије из исте године. Победник групе Б обезбеђује наступ у групи А исте дивизије, док последње пласирани тим испада у трећу дивизију.
Сваки турнир игра се по турнирском једнокружном лига систему.

### Светско првенство у хокеју на леду — Дивизија III
Дивизија III формирана је након рерганизације такмичења за светско првенство у организацији ИИХФ током 2001. године, и тада су најслабији тимови из дотадашње групе Д пребачени у овај ранг такмичења.
У периоду између 2002. и 2011. по две најбоље пласиране селекције остваривале су право на пласман у виши ранг такмичења у наредној сезони (Светско првенство у хокеју на леду — Дивизија II) док су две најслабије селекције из тог ранга наступале уместо њих у наредној сезони. Од сезоне 2012. пласман у виши ранг остварује искључиво победник лиге.
Број екипа учесница на такмичењу се мења од године до године. Уколико је за такмичење пријављено више од 6 екипа, играју се квалификације у којима поред нових екипа наступају и две последњепласиране селекције из претходне сезоне. Преко квалификација право наступа у главном делу турнира обезбеђују две најбоље пласиране селекције.
Једино је на првенству одржаном 2010. учествовало 8 екипа подељених у две групе. Од 2012. само победник турнира обезбеђује пласман у виши ранг.

### Светско првенство у хокеју на леду — Дивизија IV
Дивизија IV је формирана 2020. године и представља најнижи ранг у оквиру такмичења за светску титулу ИИХФ. Репрезентација која освоји првенство Дивизије IV биће промовисана у првенство Дивизије III, група Б следеће године и замениће тим који је испао из Дивизије III Б.